# Grand Prix automobile de Sanremo
Le Grand Prix automobile de Sanremo était une course automobile créée en 1937 et disparue en 1951. Elle se déroulait sur un circuit urbain dans Sanremo même avant la Seconde Guerre mondiale. Après, elle se tient sur un circuit urbain dans Ospedaletti.

## Palmarès
| Année     | Vainqueur          | Voiture    | Circuit     | Résultats |
| --------- | ------------------ | ---------- | ----------- | --------- |
| 1937      | Achille Varzi      | Maserati   | San Remo    | Résultats |
| 1938-1947 | Non couru          | Non couru  | Non couru   | Non couru |
| 1948      | Alberto Ascari     | Maserati   | Ospedaletti | Résultats |
| 1949      | Juan Manuel Fangio | Maserati   | Ospedaletti | Résultats |
| 1950      | Juan Manuel Fangio | Alfa Romeo | Ospedaletti | Résultats |
| 1951      | Alberto Ascari     | Ferrari    | Ospedaletti | Résultats |